# سارقة الحرارة

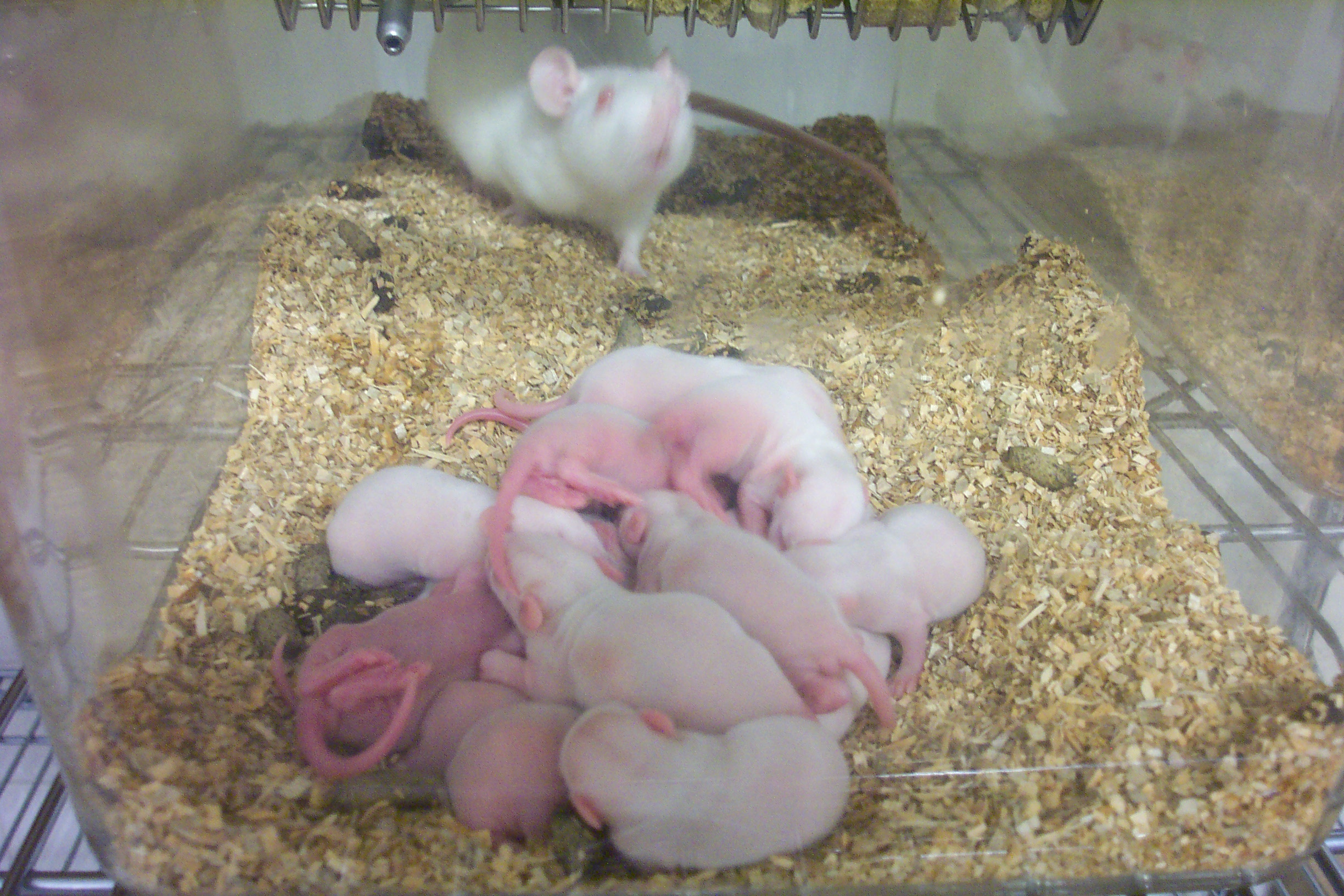
صغار فئران التجارب تكتسب الدفء بواسطة الإلتمام

سارقة الحرارة أو مستعيرة الحرارة (باليونانية: Kleptothermy)‏ (تعني: kléptein = κλέπτειν = «سارق»؛ thermē = θέρμη = «حرارة»). وهي أي شكل من أشكال التنظيم الحراري يستفيد فيها الحيوان من الحرارة الناتجة من أيض حيوان آخر. وقد يستفيد كلاهما أو أحدهما من الآخر. ويحدث ذلك في كل داخليات الحرارة وخارجيات الحرارة، وأكثر طريقة شائعة هي على شكل التلملم أو التكويم.